# Kirche Bertsdorf

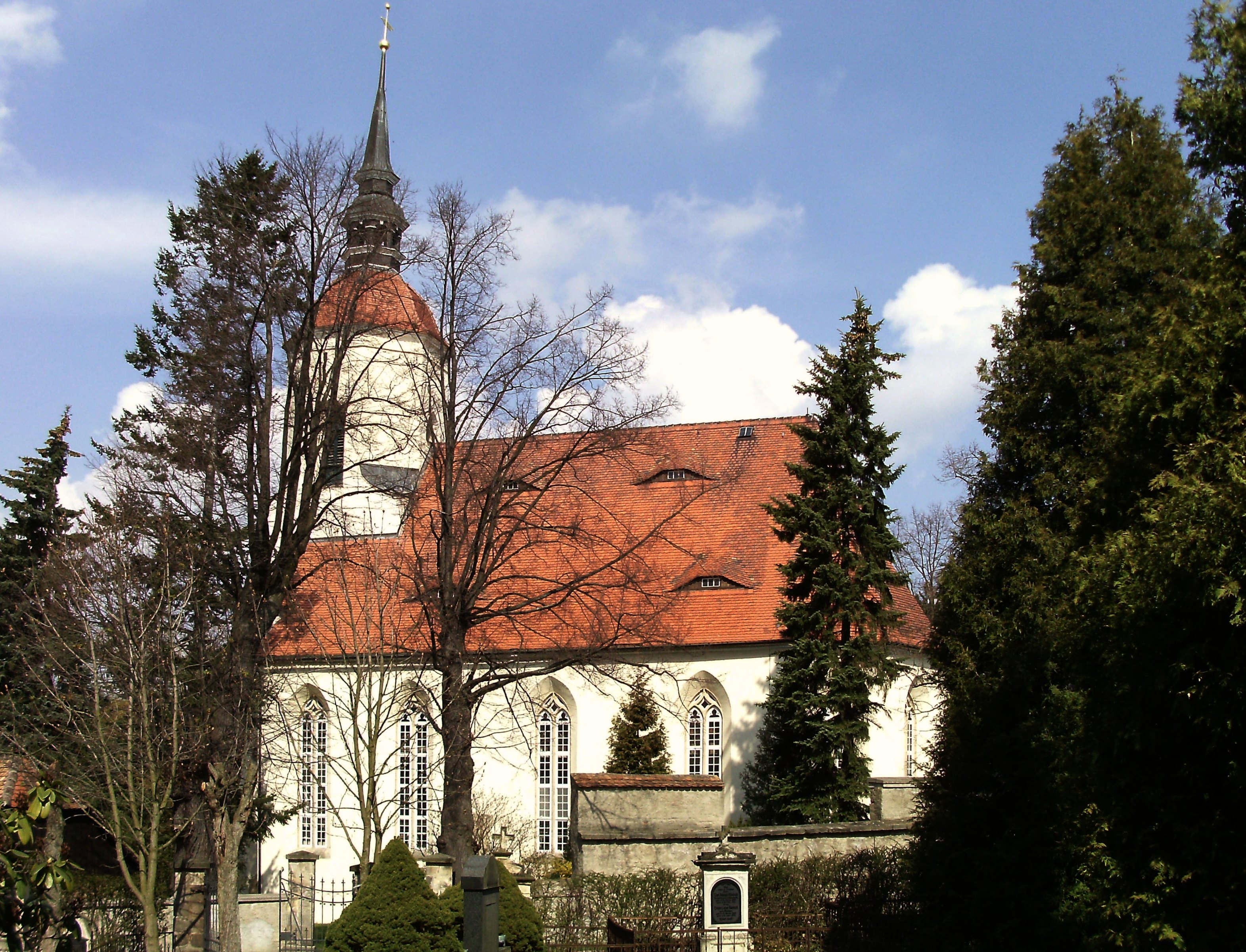
Kirche Bertsdorf

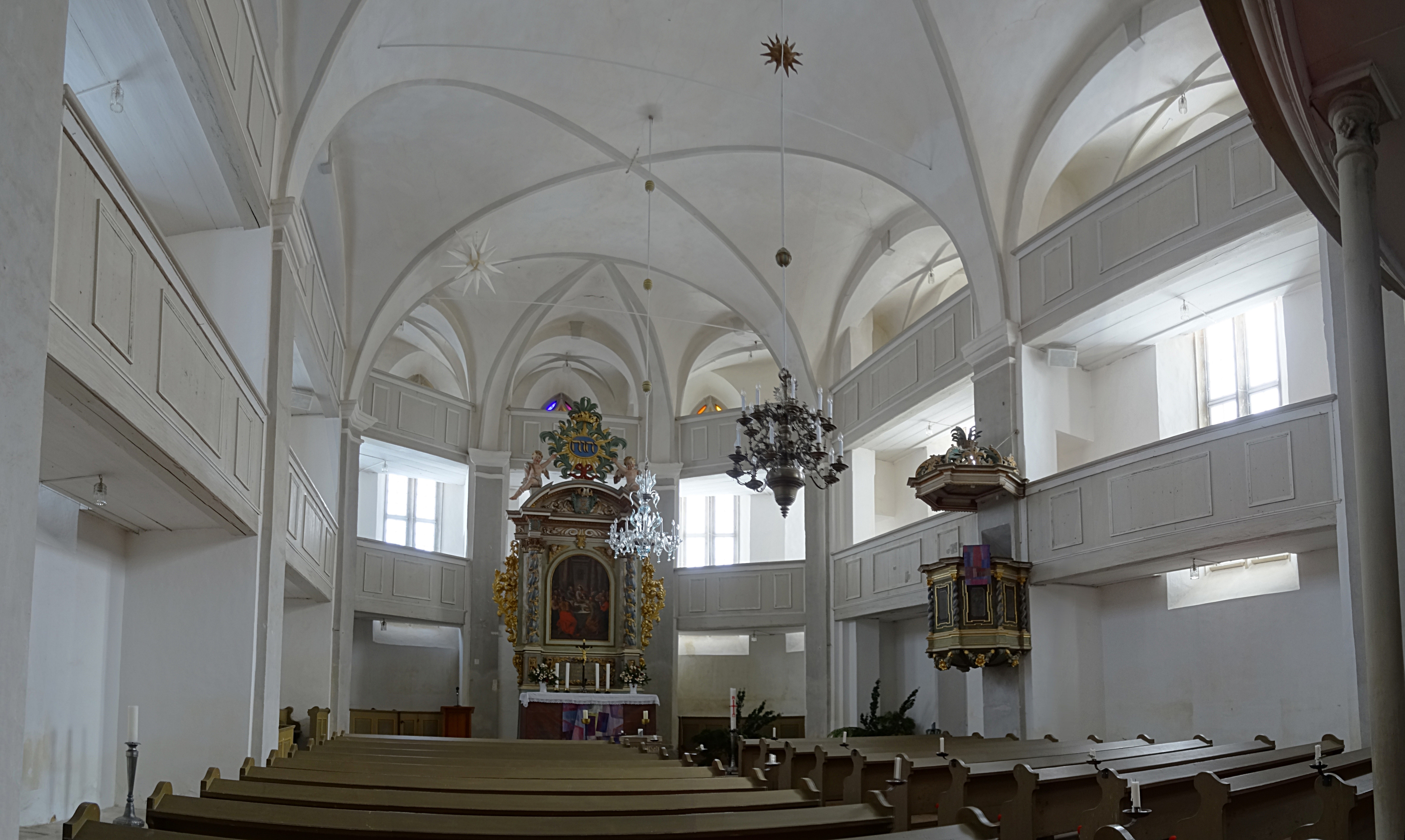
Innenansicht

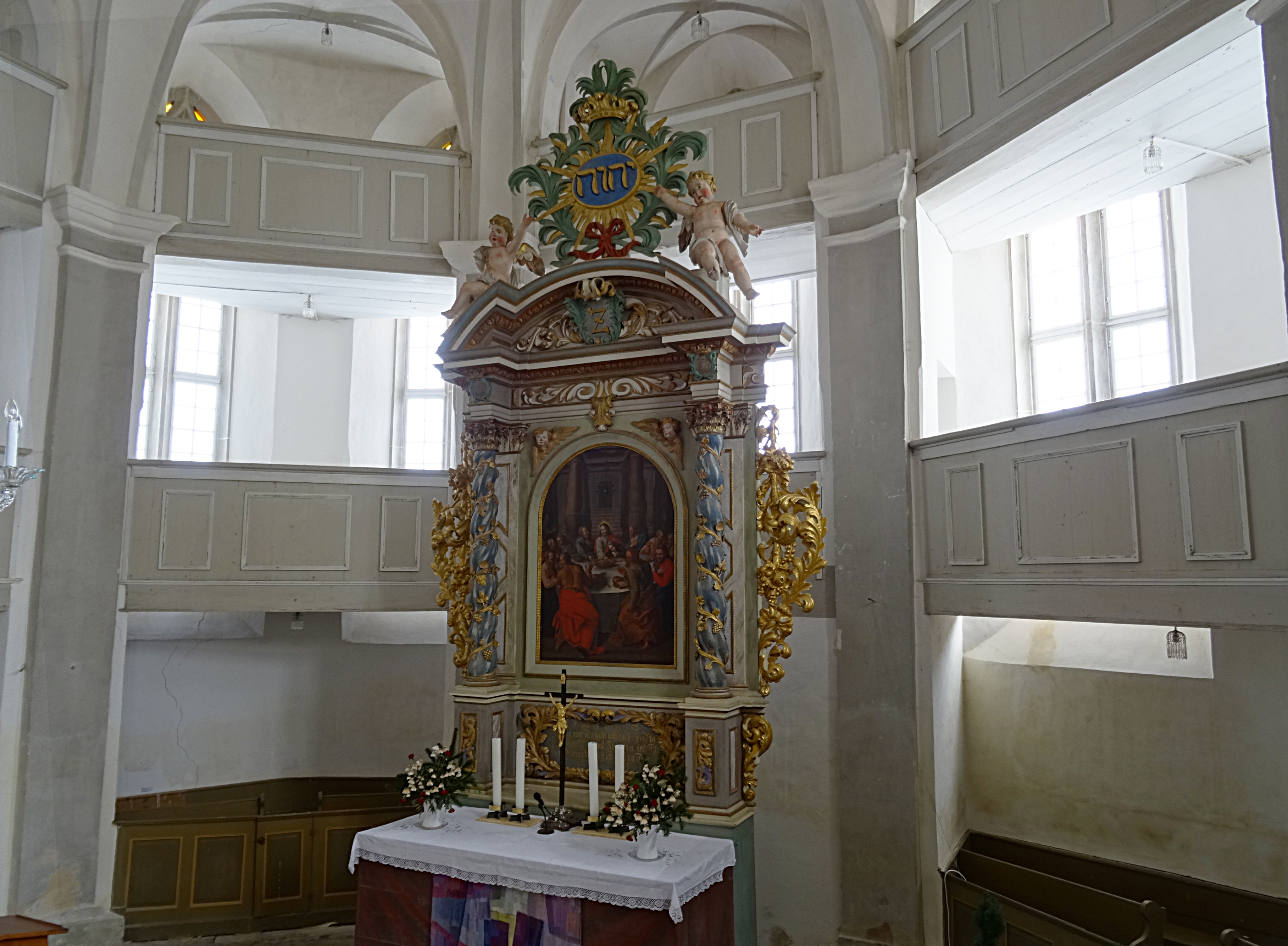
Altar

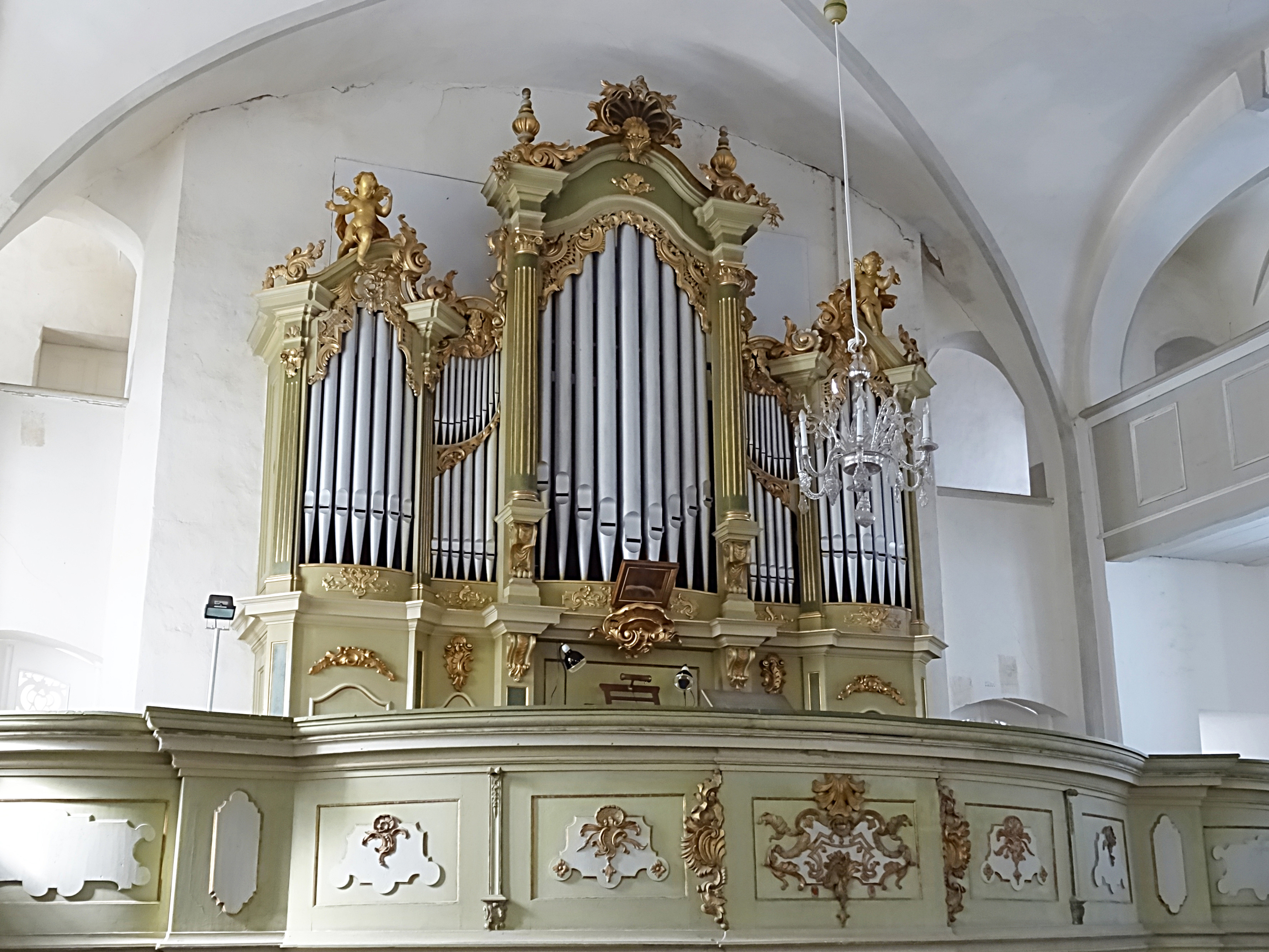
Orgel

Die evangelische Kirche Bertsdorf ist eine nachgotische Saalkirche in Bertsdorf der Gemeinde Bertsdorf-Hörnitz im Landkreis Görlitz in Sachsen. Sie gehört zur Kirchgemeinde Zittauer Gebirge – Olbersdorf der Evangelisch-Lutherischen Landeskirche Sachsens.

## Geschichte und Architektur
Die Kirche wurde als erste gewölbte Wandpfeilerkirche in der Oberlausitz in den Jahren 1672–76 in Anlehnung an den 1672 abgebrannten Vorgängerbau erbaut, der 1518 nach einem Riss von Andreas Klengel erbaut worden war. Die neue Kirche wurde zum Vorbild für die Kirchen in Hainewalde, Spitzkunnersdorf, Niederoderwitz und Eibau, die alle in der unmittelbaren Umgebung im äußersten südöstlichen Winkel Deutschlands liegen. Im Jahr 1898 erfolgte eine Erneuerung der Orgelempore. Das Bauwerk ist ein geräumiger Putzbau mit einem Ostschluss aus fünf Seiten eines Zehnecks. Ein stattlicher, zur Hälfte eingezogener Westturm ist über der Höhe des Satteldachs achteckig hinausgeführt und schließt mit einer Haube. An die Seiten ist jeweils ein Treppenturm mit Zugang zu den Emporen angebaut. Die Kirche wird durch gotisierende Maßwerkfenster erhellt. Die großräumige, kreuzgratgewölbte Kirche wird von durchbrochenen Wandpfeilern und vorgelegten Pilastern sowie einer hölzernen Doppelempore bestimmt, welche auch den Altarraum umschließt. Die ornamentalen Malereien an den Emporen sind noch weitgehend im Ursprungszustand.

## Ausstattung
Das Hauptstück der Ausstattung ist ein hölzerner Altaraufsatz, der mit der Jahreszahl 1689 bezeichnet ist. Das Altarbild aus dem Jahr 1895 mit einer Darstellung des Abendmahls wurde von Wilhelm Walther aus Dresden geschaffen und wird von einem gedrehten Säulenpaar mit Weinranken eingefasst. Begleitet werden die Säulen von reich verzierten Anschwüngen, die bis zum Auszug führen. Darüber sind zwei Putten mit einer Tafel angeordnet.
Die sechseckige hölzerne Kanzel mit gedrehten Säulen ist auf das Jahr 1696 datiert und wurde von Christian Bürger und Johann Conrad Edelwehr aus Zittau gearbeitet. Der Schalldeckel ist reich ornamentiert. Die ebenfalls sechseckige Taufe ist ein Werk des Klempnermeisters Weber aus Herrnhut nach 1844.
Die Orgel ist ein Werk von Andreas Schuster aus dem Jahr 1898 mit acht Registern auf einem Manualen und Pedal in einem Gehäuse von Johann Gottlieb Tamitius aus dem Jahr 1751.
Die Kirche ist von einem ummauerten Kirchhof umgeben; das östliche Friedhofstor ist mit einem rundbogigen Durchgang mit kanneliertem Gewände sowie einer Spitzverdachung aus dem Jahr 1574 umgeben, die 1728 renoviert wurde.